# Konstancja inowrocławska
Konstancja (ur. zap. między 1268 a 1280, zm. 8 sierpnia 1331) – księżniczka inowrocławska, opatka w Trzebnicy, córka księcia inowrocławskiego Ziemomysła i księżniczki pomorskiej Salomei.

## Życiorys

### Pochodzenie
Ojcem Konstancji był książę inowrocławski Ziemomysł, rodzony brat księcia krakowskiego Leszka Czarnego i przyrodni Władysława Łokietka, późniejszego króla polskiego, zaś matką córka księcia tczewskiego Sambora II, Salomea. Konstancja miała pięcioro rodzeństwa: Leszka, Przemysła i Kazimierza, zmarłą w dzieciństwie Eufemię oraz Fenennę, która została żoną króla węgierskiego Andrzeja III. Badacze nie wykluczają, że Konstancja była najstarszym dzieckiem księcia, jednak fakt, że została ona przeznaczona do zakonu osłabia tę hipotezę. Z całą pewnością była starsza od swego brata Kazimierza. Imię księżniczki nawiązuje do jej babki Konstancji, córki Henryka Pobożnego.

### Opatka w Trzebnicy
Najpóźniej w 1300 Konstancja objęła funkcję opatki w klasztorze cysterskim w Trzebnicy. Zanim została opatką przybywała najprawdopodobniej przez pewien czas w klasztorze trzebnickim bądź, co mniej prawdopodobne, w innym żeńskim klasztorze cysterskim. Aby osiągnąć godność opatki należało mieć ukończone 30 lat, jednak osoby pochodzenia dynastycznego często korzystały z dyspensy papieskiej, która pozwalała na objęcie tej funkcji wcześniej. Obejmując funkcję opatki, Konstancja miała zapewne ukończone co najmniej 20 lat. Po raz pierwszy jako ksieni trzebnicka Konstancja wystąpiła w dokumencie z 28 listopada 1309. W żadnym z dokumentów nie jest wspomniana jako córka Ziemomysła, jednak ze względu na wiek księżniczki przyjmuje się, że chodzi właśnie o nią. W 1313 klasztor trzebnicki uzyskał bullę papieską, która gwarantowała zakonowi dziesięcinę z jego posiadłości. W 1322 dobra klasztorne ucierpiały na skutek wojny między książętami głogowskimi a innymi książętami śląskimi. Król Polski Władysław Łokietek, będący zarazem stryjem Konstancji, obiecał opatce wynagrodzenie poniesionych strat. Ostatnia wzmianka na temat Konstancji pochodzi z dyplomatu z 18 maja 1323.

### Kielich Konstancji
Dalszy ślad działalności Konstancji przekazał pozłacany kielich ufundowany przez nią w 1330 dla kościoła trzebnickiego i odnowiony przez późniejszą ksienię Katarzynę Pawłowską. Na kielichu został wygrawerowany napis: „Konstancja, księżna kujawska, opatka trzebnicka, poleciła mnie wykonać 1330”.
Zgodnie z przekazem Nekrologu Trzebnickiego Konstancja zmarła 8 sierpnia 1331. Przypuszcza się, że jako długoletnia ksieni trzebnicka została pochowana w tamtejszym kościele klasztornym. Tradycja zakonna zachowana w XVIII-wiecznym źródle wspomina Konstancję jako kobietę o dobrym sercu.

## Genealogia
| Kazimierz I kujawski ur. 1210/1213 zm. 14 XII 1267 | Kazimierz I kujawski ur. 1210/1213 zm. 14 XII 1267 |                                                             |                                                             | Konstancja wrocławska ur. przed 1227 zm. 21 lub 23 II 1257 | Konstancja wrocławska ur. przed 1227 zm. 21 lub 23 II 1257 |  |  | Sambor II ur. ok. 1205/1207 zm. 9 lub 10 I zap. 1280 | Sambor II ur. ok. 1205/1207 zm. 9 lub 10 I zap. 1280 |                                              |                                              | Matylda meklemburska zm. 23 XI 1270 | Matylda meklemburska zm. 23 XI 1270 |
|                                                    |                                                    |                                                             |                                                             |                                                            |                                                            |  |  |                                                      |                                                      |                                              |                                              |                                     |                                     |
|                                                    |                                                    |                                                             |                                                             |                                                            |                                                            |  |  |                                                      |                                                      |                                              |                                              |                                     |                                     |
|                                                    |                                                    | Ziemomysł inowrocławski ur. ok. 1245/1248 zm. X/24 XII 1287 | Ziemomysł inowrocławski ur. ok. 1245/1248 zm. X/24 XII 1287 |                                                            |                                                            |  |  |                                                      |                                                      | Salomea pomorska ur. przed 1250 zm. 3 X 1314 | Salomea pomorska ur. przed 1250 zm. 3 X 1314 |                                     |                                     |
|                                                    |                                                    |                                                             |                                                             |                                                            |                                                            |  |  |                                                      |                                                      |                                              |                                              |                                     |                                     |
|                                                    |                                                    |                                                             |                                                             |                                                            |                                                            |  |  |                                                      |                                                      |                                              |                                              |                                     |                                     |
|                                                    |                                                    |                                                             |                                                             |                                                            |                                                            |  |  |                                                      |                                                      |                                              |                                              |                                     |                                     |

|  |  |  |  | Konstancja ur. ok. 1268/1280 zm. 8 VIII 1331 |  |  |  |  |  |
|  |  |  |  |                                              |  |  |  |  |  |
|  |  |  |  |                                              |  |  |  |  |  |

Opracowano na podstawie: K. Jasiński, Rodowód Piastów małopolskich i kujawskich, Wydawnictwo Historyczne, Poznań – Wrocław 2001; E. Rymar, Rodowód książąt pomorskich, Książnica Pomorska, Szczecin 2005; B. Śliwiński, Poczet książąt gdańskich, Marpress, Gdańsk 2006.